# 癌取扱い規約
『癌取扱い規約』（がんとりあつかいきやく）は、金原出版株式会社が発行している医学書シリーズの名称。各種癌の診断、治療、統計などに際して用いる用語等が定義されたルール集（またはガイドライン）。
がん医療の専門家などが集まり定義した専門用語などが記載されている。専門用語等はカルテ記載・画像診断・手術記録・病理診断などで用いられがん医療の専門家同士が正確に情報交換ができるように工夫されている。集積された情報を解析してより良い治療法を研究するためにも寄与することが期待されている。臓器によってはがん医療の進歩などを反映して数年毎に改定される。
- 癌取扱い規約で用いられている記載項目や使用記号が臓器ごとに定義され、また同じ臓器の規約であっても改訂されると定義が異なる場合がある。そのため、日本病理学会が中心となり、我が国の各種がん取扱い規約の統一化作業が行われている。
- 国際標準としては、腫瘍ステージにはUICC-TNM分類、AJCC分類が用いられ、組織像にはWHO分類が用いられている。がん取扱い規約は日本独自のものであるが、昨今は、国際標準を取り入れた改定が行われる傾向にある。

## 解説
金原出版株式会社の「出版物の歴史」によれば、「胃癌取扱い規約」がもっとも古くからあり、1962年（昭和37年）に発行されている。以後、乳癌取扱い規約、食道癌取扱い規約、大腸癌取扱い規約、甲状腺癌取扱い規約、肺癌取扱い規約、膀胱癌取扱い規約、膵癌取扱い規約、胆道癌取扱い規約、悪性骨腫瘍取扱い規約、腎癌取扱い規約、原発性肝癌取扱い規約、睾丸腫瘍取扱い規約、悪性軟部腫瘍取扱い規約、前立腺癌取扱い規約、子宮体癌取扱い規約、子宮頚癌取扱い規約、絨毛性疾患取扱い規約、小児腫瘍組織分類図譜、卵巣腫瘍取扱い規約、腎盂・尿管癌取扱い規約、卵巣癌取扱い規約、副腎腫瘍取扱い規約、脳腫瘍取扱い規約などが発行されている。
その他に「診療ガイドライン」や一般向けの「がん診療ガイドライン解説」シリーズも発行されている。たとえば一般向けには「乳がん診療ガイドラインの解説 2006年版 乳がんについて知りたい人のために」「胃がん治療ガイドラインの解説（一般用）2004年12月改訂 胃がんの治療を理解しようとするすべての方のために（第2版）」「大腸癌治療ガイドラインの解説 2006年版 大腸がんについて知りたい人のために 大腸がんの治療を受ける人のために（第1版） 」などがある。

### 胃癌取扱い規約
胃癌取扱い規約（日本胃癌学会編、金原出版 ISBN 978-4-307-20274-9）はがん取扱い規約としてはもっとも古くからあり、第1版は1962年発行（当時は胃癌研究会）と記されている。胃癌についてカルテなどに記載するときのルールを記した医学の専門書であり、いわば胃癌記録方法のデファクトスタンダード（事実上の標準）となっている。胃癌患者の病像を正確に記録し解析することで胃癌の診断法や治療法等を向上させることが可能になるという考え方に基づいている。
現在の胃癌取扱い規約は第14版（2010年）である。第1部 規約、第2部 病理図譜および病理学的事項の説明、第3部 薬物・放射線治療から構成されている。胃癌の原発巣と転移の記載、進行度分類、治療結果の評価、切除材料の取扱い方法、胃生検組織診断分類（Group分類）などが規約としてまとめられている。胃癌治療ガイドラインにある、外科的治療、薬物・放射線治療などは第14版では削除された。
胃癌の肉眼分類としてボールマン分類（0型から5型）が採用されている。胃粘膜から生じた胃癌が、胃壁をどこまで越えているか（胃壁深達度という）はT1からT4の記号で表すことができる。たとえばT1は癌の浸潤が粘膜 (M) または粘膜下組織 (SM) にとどまるものである。 
一般向けには日本胃癌学会から「胃がん治療ガイドラインの解説　胃がんの治療を理解しようとするすべての方のために」（日本胃癌学会編、金原出版、2004年第2版　1,050円 ISBN 978-4-307-20198-8）が出版されている。なおインターネット上での医療情報サービス Minds（マインズ）においては胃癌 ■日本胃癌学会編／一般・GL（04年）／ガイドラインが公開されている。

### 大腸癌取扱い規約
大腸癌取扱い規約（大腸癌研究会編,金原出版 ISBN 978-4-307-20221-3）は大腸癌（原発性に大腸に発生した癌腫）の取扱い方法 (general rule) をまとめた専門化向けの冊子である。大腸癌治療成績の向上を図ることを目的とし、同一基準で臨床・病理・統計情報を記載し情報交換するために使用される。
臨床所見、術中所見、病理所見、総合所見を記載するために用いることができる。原発巣・転移・進行度などの所見の記載法、治療法、切除標本の取扱い、治療成績などから構成されている。
- 切除標本の取扱いの項では切除標本の観察、計測、切出し方法や内視鏡切除標本 (ポリープ摘除標本) の観察・記載・切出し方法などが記載されている。粘膜に発生した癌が大腸の壁に浸潤する程度（壁深達度）はM（粘膜内にとどまる）、SM（粘膜下層までにとどまる）、MP（固有筋層までにとどまる）、SS（漿膜表面に露出していない）、SE（漿膜表面に露出している）などの記号を用いて表現することになっている。M,SMの癌が早期癌である。診断と治療のために必要な詳細な記載方法ではあるが、一般人にとっては理解しにくい記号のリストであることは否めない。
- 切出された組織について病理標本が作製され、病理医などが顕微鏡で拡大して詳細に観察し、組織型などを細かく分類する。病理診断報告書には切除標本についての肉眼診断、病理組織診断、必要に応じて遺伝子検索などの特殊病理診断結果などが記載されている。

一般向けには「大腸癌治療ガイドラインの解説 2006年版 大腸がんについて知りたい人のために 大腸がんの治療を受ける人のために(第1版) 」（大腸癌研究会編、2006年　1,050円 ISBN 978-4-307-20218-3）が出版されている。なおインターネット上での医療情報サービス Minds（マインズ）においては大腸癌　■大腸癌研究会編／一般・GL（06年）／ガイドラインが公開されている。

### 肺癌取扱い規約
臨床・病理肺癌取扱い規約（日本肺癌学会編,金原出版 ISBN 978-4-307-20184-1）は肺癌症例の報告を集めて比較検討する場合に、必要となる一定の基準(general rule)を定めた専門化向けの冊子。肺癌にはいろいろな種類があり、病状もさまざまで、治療法も多数あるので、取扱い規約に従って記載することで比較検討が容易になる。一定の基準で記載された報告を集めてデータ解析することで肺癌の基礎的研究、診断法、治療法が進歩する。
画像診断、TNM分類、細胞診、気管支鏡所見分類、肺癌手術記載、組織分類、治療効果判定のほか、肺癌集団検診の手引きも掲載されている。
- 第6版（2003年）では組織分類に1999年WHO分類が反映され、治療効果判定はWHO規準からRECIST Guidelinesに変更された。
- 基礎医学や肺癌診断技術の革新、分析法・治療法の進歩を反映して数年ごとに改訂されている。

なおインターネット上での医療情報サービス Minds（マインズ）においては肺癌 ■日本肺癌学会／編（2005年版）／ガイドライン（医療提供者向け）が公開されている。

### 乳癌取扱い規約
臨床・病理 乳癌取扱い規約（日本乳癌学会編,金原出版 ISBN 978-4-307-20242-8）は、乳癌を一定の基準で記載するために臨床症状、手術所見、治療成績や乳癌の進み具合（臨床病期）などの記載方法について規約 (general rule) として冊子にまとめられたもの。各症例について一定の基準で記載することで、多数の乳癌症例の集積や解析がなされている。1967年乳癌研究会から初版が刊行され、乳癌診療の進歩を反映して頻回に改訂されており、2008年9月現在は第16版である。
- 第16版は第1部臨床編（腫瘍所見、治療法、転帰、治療効果判定基準など）、第2部病理編（組織学的分類、手術標本、生検法、治療効果判定基準など）の2部構成となっている。